# Liễu Giai
Liễu Giai là một phường thuộc quận Ba Đình, thành phố Hà Nội, Việt Nam.
Phường Liễu Giai có diện tích 0,73 km², dân số năm 2022 là 20.546 người, mật độ dân số đạt 28.145 người/km².

## Địa lý
Phường có địa giới hành chính:
- Phía Đông giáp các phường Ngọc Hà, Đội Cấn
- Phía Tây giáp các phường Vĩnh Phúc và Cống Vị
- Phía Nam giáp các phường Ngọc Khánh, Kim Mã
- Phía Bắc giáp phường Thụy Khuê, quận Tây Hồ.

## Lịch sử
Phường được thành lập vào ngày 5 tháng 1 năm 2005 trên cơ sở điều chỉnh 52,88 ha diện tích tự nhiên và 13.415 nhân khẩu của phường Cống Vị, 19,90 ha diện tích tự nhiên và 5.226 nhân khẩu của phường Ngọc Hà. Sau khi thành lập, phường có 72,78 ha diện tích tự nhiên và 18.641 nhân khẩu.

## Hành chính
Phường Liễu Giai được chia thành 10 khu dân cư.